# Renata Mauro
Renata Mauro, nome d'arte di Renata Maraolo (Milano, 17 maggio 1934 – Biella, 28 marzo 2009), è stata una cantante, conduttrice televisiva, attrice e soubrette italiana, attiva soprattutto fra gli anni cinquanta e sessanta.

Renata Mauro al Festival di Sanremo 1967, con Mike Bongiorno e i vincitori del festival, Iva Zanicchi e Claudio Villa

Scelse come pseudonimo il cognome Mauro per esigenze di spettacolo e fra la fine degli anni cinquanta e l'inizio degli anni sessanta ha interpretato alcuni film per il cinema e varietà per la televisione.
Ricordata per essere stata colei che annunciò, assieme a Mike Bongiorno, al pubblico del Festival di Sanremo del 1967 la notizia della morte di Luigi Tenco, come presentatrice della Rai ha presentato, oltre al Festival di Sanremo, l'Eurovision Song Contest 1965, tenuto per la prima volta in Italia, da Napoli. Dal 1967 al 1970 presentò anche Giochi senza frontiere, con Enzo Tortora e Giulio Marchetti.

## Biografia
Figlia di un imprenditore e di una facoltosa ereditiera, è stata anche soubrette e cantante. La sua carriera artistica è iniziata all'età di diciannove anni, nel 1953 quando iniziò a prendere lezioni di canto dal maestro Gorni Kramer.
L'interessamento dell'attrice Franca Valeri, che l'ascoltò in un locale di Ischia durante l'estate del 1955, la convinse a partecipare alla commedia musicale L'arcisopolo. Due anni dopo subentrò a Giovanna Ralli in un altro musical teatrale, Un paio d'ali, firmato da Garinei e Giovannini. Dopo di allora ha fatto parte di diverse compagnie, lavorando anche con Carlo Dapporto. Sempre per Franca Valeri, nel 1962 canterà il motivo dei titoli di coda del film Parigi o cara, su musiche di Fiorenzo Carpi.
Non convinta della professione artistica, sembrava destinata ad abbandonare il mondo dello spettacolo quando, nel 1961, le si aprirono le porte del mondo della canzone con la trasmissione Giardino d'inverno, in cui presentò un brano Ti odio, scritto espressamente per lei da Lelio Luttazzi. Con il brano Non piove sui baci, testo di Vito Pallavicini e musica di Pino Massara, vinse, nel 1961, la Sei giorni della canzone di Milano, abbinata alla kermesse ciclistica Sei giorni.
Nel 1965 viene vista in tutta Europa quando da Napoli presenta l'Eurovision Song Contest 1965, quell'anno denominato Gran Premio Eurovisione della canzone, vinto dalla francese France Gall con la canzone Poupée de cire, poupée de son, scritta da Serge Gainsbourg.
Nel 1966 ebbe successo al 14º Festival della Canzone Napoletana con il brano di Salerno e Remigi Stu poco 'e bene, eseguito in abbinamento con Nunzio Gallo, dal quale fu tratto anche uno dei primi video-clip. Fra le altre canzoni da lei incise figurano: Canzone d'amore, su testo di Leo Chiosso e musica di Pino Calvi, Non piove sui baci, Cantando un blues, Tafetas e una cover di Portami tante rose.
Le sue partecipazioni principali a trasmissioni televisive di quel periodo sono state: 1961, Studio Uno, al fianco di Mina e in coppia con Emilio Pericoli; Canzonissima, con le canzoni Il tempo è tra noi e Passerà; Festival di Napoli, in coppia con Nunzio Gallo presentò il brano Stu ppoco 'e bene.
Conduttrice della trasmissione Alta Pressione, del 1962, che lanciò Gianni Morandi e Rita Pavone, vinse per questo programma il premio televisivo intitolato a Mario Riva. Dopo aver abbandonato il mondo dello spettacolo, si è impegnata nell'allevamento dei cani, in particolare della razza Shih Tzu con i quali ha vinto diverse gare di bellezza.

## Discografia parziale

### Album
- 1971 – Avrei potuto non fare questo disco, certo, ma forse sarei morta (Dire, FO 337)

### Singoli
- 1961 – Ti odio/Non piove sui baci (Italdisc, RM 88)
- 1961 – I desideri (mi fanno paura)/Portami tante rose (Italdisc, RM 91)
- 1961 – Passerà/Il tempo è tra noi (Italdisc, RM 97)
- 1962 – Carnevale di champagne/Lagtin tango (Italdisc, RM 118)
- 1963 – Triste carnevale/Parigi o cara (Italdisc, RM 120)
- 1963 – Erano giovani/Parigi o cara (Italdisc, RM 123)
- 1964 – Romolo, convinciti/Canzone d'amore (CGD, N 9482)
- 1966 – Ho inciampato in te/Vieni subito (GTA Records, PON NP 40014)
- 1966 – Stu poco e bene/Nun m´abbanduna (GTA Records, PON NP 40027)
- 1966 – Esto pequeno amor/No me abandones (Fermata, 3F-0167; pubblicato in Argentina)

## Filmografia

### Cinema
- Come te movi, te fulmino!, regia di Mario Mattoli (1958)
- La maja desnuda, regia di Henry Koster (1958)
- Il relitto, regia di Mihalis Kakogiannis (1961)
- Il giorno più corto, regia di Sergio Corbucci (1962) – non accreditata

### Televisione
- Studio Uno, varietà, regia di Antonello Falqui (Programma Nazionale, 1961)
- Alta Pressione, programma musicale, regia di Enzo Trapani (Secondo Programma, 1962)
- La sciarpa, regia di Guglielmo Morandi – miniserie televisiva (Secondo Programma, 1963)
- La comare, varietà, regia di Stefano De Stefani, con Renata Mauro e Arnoldo Foà, con Emilio Pericoli e Luigi Tenco, 15 marzo 1964.
- Biblioteca di Studio Uno: Al Grand Hotel, varietà (Programma Nazionale, 1964)
- Biblioteca di Studio Uno: La primula rossa, varietà (Programma Nazionale, 1964)
- Le nostre serate, programma musicale, condotto da Giorgio Gaber (Secondo Programma, 1965)
- Eurovision Song Contest 1965 (Programma Nazionale, 1965)

## Teatro
- Un paio d'ali, commedia musicale di Garinei e Giovannini, con Renato Rascel, Giovanna Ralli, Mario Carotenuto, Xenia Valderi, Renata Mauro, Dory Dorika, musiche di Gorni Kramer, regia degli autori. Prima al Teatro Sistina di Roma (dicembre 1957)
- Questa sera si recita a soggetto di Luigi Pirandello, regia di Vittorio Gassman, con Vittorio Gassman, Franco Graziosi, Adriana Asti, Augusto Mastrantoni, Renata Mauro, Laura Solari, Esperia Pieralisi, Paolo Bonacelli. Compagnia del Teatro Popolare Italiano di Vittorio Gassman, prima al Teatro Vittorio Alfieri di Torino, il 3 febbraio 1962.